# Самаријум
Самаријум (Sm, лат. samarium), је хемијски елемент из групе лантаноида са атомским бројем 62. Име је добио по минералу . То је осредње тврди, сребрнасти метал, који лако оксидује стањем на ваздуху. Он је типични члан серије елемената лантаноида, те као и они, обично има оксидационо стање +3. Позната су и једињења самаријумa(II), међу којим су најпознатији моноксид SmO, монохалкогениди SmS, SmSe и SmTe, као и самаријум(II) jodid. Наведени јодид је врло уобичајено редукционо средство у многим реакцијама хемијске синтезе. Самаријум нема никакву значајну биолошку улогу, али је незнатно отрован.
Открио га је француски хемичар Пол Емил Лекок де Буабодран 1879. године а име је добио по минералу самарскиту из којег је и издвојен. Међутим, тај минерал је раније добио име по руском управнику рудника, пуковнику Василију Самарски-Биховецу, те је он постао и прва особа по којем је неки хемијски елемент добио име, мада посредно. Иако је самаријум класификован као ретки земни елемент, по заступљености је 40. најзаступљенији у Земљиној кори те га има више него на пример калаја. Јавља се у концентрацији и до 2,8% у неким релативно ретким минералима попут церита, гадолинита, самарскита, монацита и бастнесита. Последња два минерала су најчешћи индустријски извори овог елемента. Ових минерала највише је нађено у Кини, САД, Бразилу, Индији, Шри Ланки и Аустралији. Према количини ископане руде и производњи самаријума, убједљиво прво мјесто заузима Кина.
Најзначајнији вид употребе самаријума је у самаријум-кобалт магнетима који имају другу по јачини сталну магнетизираност, одмах након неодијских магнета. Међутим, за разлику од неодијума, једињења самаријума могу издржати знатно више температуре и до 700 ° не губећи своје магнетне особине, јер је код његових легура Киријева тачка знатно виша. Радиоактивни изотоп самаријум-153 је активни састојак лека „самаријум (153Sm) лексидронам” (трговачко име „квадрамет”), који се користи за уништавање ћелија рака при лечењу тумора на плућима, простати и тумору дојке, те остеосаркома. Други изотоп, самаријум-149, је врло јак апсорбер неутрона па се због тога додаје контролним шипкама у нуклеарним реакторима. Такође, он настаје као производ распада током рада реактора те је један од врло важних фактора када се разматра дизајн и рад неког реактора. Други начини примене самаријума су, између осталих, као катализатор за хемијске реакције, радиоактивно датирање и рендгенски ласери.

## Историја
Откриће самарија и елемената који га обично прате у рудама објавило је неколико научника током друге половине 19. века. Међутим, већина извора част за његово откриће приписује француском хемичару Полу Емилу Лекок де Буабодрану. Буабодран је 1879. у Паризу издвојио самаријум-оксид и/или самаријум-хидроксид из минерала самарскита те га идентифицирао као нови елемента помоћу његових врло оштрих, оптичких апсорпцијских линија. Švајcarski hemičar Марк Делафонтен новом елементу дао је назив decipium (од лат. decipiens у значењу „варљив, збуњујући”) 1878. године, али је касније у периоду 1880–1881. показао да се радило о смеши неколико хемијских елемената, међу којим је један био идентичанБуабодрановом „самаријуму”. Мада је самарскит најпре пронађен у удаљеној руској регији у подручју Уралу, већ крајем 1870-их пронађена су његова налазишта у другим крајевима света, што га је учинило доступним многим истраживачима. Конкретно, откривено је да је самаријум којег је издвојио Буабодран био загађен и да је садржавао значајну количину елемента европијума. Чисти елементарни самаријум добио је 1901. године Ежен Анатол Демарс.
Буабодран је елементу који је открио дао име samaria према називу минерала самарскита, а који је опет добио име према Василију Самарски-Биховецу (1803–1870). Самарски-Биховец је био шеф штаба руског „корпуса рударских инжењера”, који је двојици немачких минералога, браћи Густаву и Хајнриху Розеу омогућио да проучавају узорке минерала са Урала. У том смислу, самаријум је постао први хемијски елемент назван по имену неке особе. Касније је појам који је користио Буабодран претворен у самаријум, како би се ускладио са именима других елемената, да би стари назив данас понекад користило за самаријум-оксид, аналогно с називима итрије, цирконије, алумине, церије, холмије и тако даље. Симбол Sm је усвојен за самаријум, а алтернативно се користила и ознака Sa све до 1920-их.

## Особине

### Физичке
Самаријум је ретки земни метал, који има тврдоћу и густину упоредиву оном код цинка. Са тачком кључања од 1900 °, самаријум је трећи најлакше испарљиви лантаноид, након итербијума и европијума. Ова особина долази до изражаја при издвајању овог елемента из минералних руда. При стандардним условима температуре и притиска, самаријум има ромбоедарску кристалну структуру (α форма). При загрејавању изнад 731 °, његова кристална симетрија се мења у хексагонску густо паковану решетку (hcp), мада тачна температура прелаза доста зависи од чистоће метала односно узорка. Даљњим загрејавањем до 922 ° метал се трансформише у кубну просторно центрирану (bcc) фазу. Загрејавањем до 300 ° са истовременим растом притиска до 40  добија се двоструко хексагонска густо пакована структура (dhcp). Применом много снажнијег притиска реда неколико стотина или хиљада килобара покреће се серија фазних трансформација, при чему се тетрагонална фаза јавља при притиску од око 900 kbar. У једној студији, dhcp фаза је добијена без примене високог притиска, користећи режим неравнотежног жарења уз брзу промену температуре у распону од 400 до 700 °, чиме је потврђен прелазни карактер ове фазе самаријума. Такође, танки слојеви самаријума добијени путем депозиције паре могу садржавати hcp или dhcp фазе у стандардним условима температуре и притиска.
Самаријум (и његов сесквиоксид) су парамагнетични при собној температури. Њихови одговарајући ефективни магнетни моменти су испод 2, што је трећа најнижа вредност међу свим лантаноидима (укључујући и њихове оксиде), а само лантан и лутецијум имају више вредности. Метал прелази у антиферомагнетично стање након хлађења до 14,8 K. Појединачни атоми овог елемента се могу изолирати тако што се „убаце” (односно уграде) у молекулу фулерена. Они се такође могу допирати између молекула C60 у чврстом фулерену, дајући му особину суперпроводљивости на температури испод 8 K. Допирање самаријумом супророводника на бази жељеза, који представљају најновију класу високотемпературних суперпроводника, омогућава им побољшавање њихове температуре транзиције до 56 K, што је до данас највиша остварена вредност за ову серију суперпроводника.

### Хемијске
Свеже добијени самаријум има сребрнасти сјај. Стајањем у присуству ваздуха споро се оксидира при собној температури а спонтано се запали при температури од 150 °. Чак и када се ускладишти потопљен у минералном уљу, постепено оксидира и на његовој површини настаје сиво-жути прах састављен из смеше оксида и хидроксида. Метални изглед узорка самаријума може бити сачуван тако што се затвори у херметичку посуду испуњену неким инертним гасом као што је аргон.
Самаријум је доста електропозитиван те споро реагује у хладној води, а у врелој знатно брже, чиме настаје самаријум-хидроксид:
Врло лако се раствара у разблаженој сумпорној киселини градећи растворе који садрже жуте до светло зелених Sm(III) јона, а који постоје у облику комплекса :
Самаријум је један од ретких лантаноида који исказују оксидационо стање +2. Јони Sm2+ су крваво црвене боје у воденим растворима.

### Изотопи
Самаријум у природи је незнатно радиоактиван, приближно 128 [[Bekerel|. Састоји се из четири стабилна изотопа:  и 154, као и три екстремно дугоживућа радиоактивна изотопа, 147 (време полураспада 1/2 = 1,06×1011 година), 148 (7×1015 година) и 149Sm (више од 2×1015 година). Од свих изотопа, 152Sm је најраспрострањенији (удео од 26,75%). 149 у многим изворима се спомиње као стабилан док га други извори убрајају у радиоактивне изотопе.
Дугоживући изотопи,146, 147 и 148Sm, претежно се распадају емисијом алфа честица до изотопа елемента неодијума. Лакши нестабилни изотопи самаријума углавном се распадају електронским захватом на изотопе прометијума, док се они тежи претварају у изотопе европијума путем бета распада.
Алфа распад изотопа 147 на 143Nd са временом полураспада од 1,06×1011 година служи за геолошко датирање (Sm-Nd датирање).
Времена полураспада изотопа 151 и 145Sm износе 90 година и 340 дана. Сви остали радиоизотопи имају времена полураспада краћа од два дана, а већина од њих распада се за краће од 48 секунди. Самаријум такође има и пет нуклеарних изомера од којих је најстабилнији  (време полураспада 22,6 минуте),  (t1/2 = 66 секунди) и  (t1/2 = 10,7 секунди).